# 韦尔尚
韦尔尚（法語：Verchin，法語發音：[vɛʁʃɛ̃]）是法国上法蘭西大區加来海峡省的一个市镇，属于蒙特勒伊区。

## 地理
韦尔尚（50°29'41"N, 2°11'4"E）面积10.68 平方千米，位于法国上法蘭西大區加来海峡省，该省份为法国北部沿海省份，西北濒北海，南至索姆省，东临北部省。
与韦尔尚接壤的市镇（或旧市镇、城区）包括：吕日、昂布里库尔、康莱尔、克雷皮、弗吕日、埃泽克、利斯堡、特拉姆库尔。

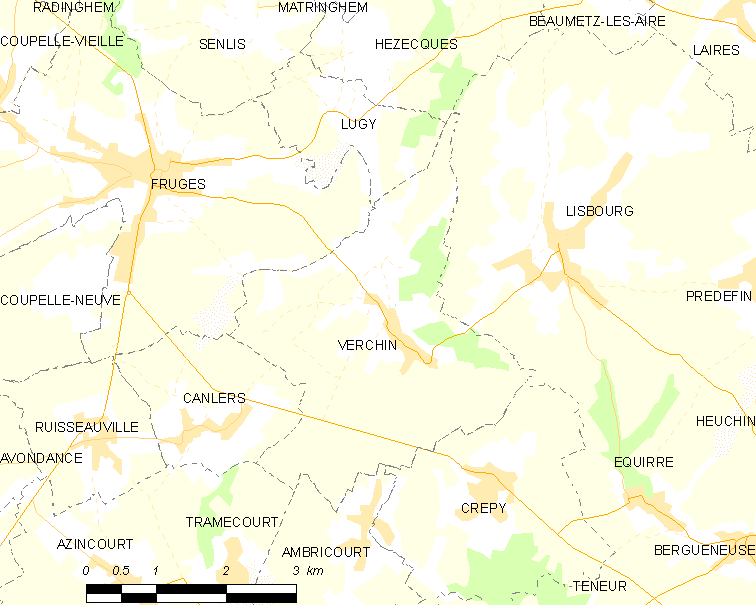
韦尔尚的OSM定位图

韦尔尚的时区为UTC+01:00、UTC+02:00（夏令时）。

## 行政
韦尔尚的邮政编码为62310，INSEE市镇编码为62843。

## 政治
韦尔尚所属的省级选区为弗吕日县。

## 人口

1962-2008年间韦尔尚人口变化图示

韦尔尚于2022年1月1日时的人口数量为233人。